# Neustift an der Lafnitz
Neustift an der Lafnitz (ungarisch Lapincsújtelek, Romani Nuschtifa) ist eine Marktgemeinde im Bezirk Oberwart im Burgenland in Österreich mit 829 Einwohnern (Stand: 1. Jänner 2024).

## Geografie
Die Gemeinde liegt im Südburgenland. Neustift an der Lafnitz ist einziger Ort und Katastralgemeinde in der Gemeinde und umfasst 3,50 km². Mit 1. März 2024 wurden in Neustift Straßenbezeichnungen eingeführt. Die neue Postleitzahl lautet 7420 Neustift an der Lafnitz. Die alten Adressen bleiben noch 6 Monate gültig.

### Nachbargemeinden
Die Gemeinde hat vier Nachbargemeinden, zwei davon liegen im steirischen Bezirk Hartberg-Fürstenfeld (HF).
| Lafnitz (HF) | Rohrbach an der Lafnitz (HF)                | Grafenschachen, Ortsteil Kroisegg |
| Lafnitz (HF) | Kompassrose, die auf Nachbargemeinden zeigt | Grafenschachen                    |
| Lafnitz (HF) | Loipersdorf-Kitzladen                       | Grafenschachen                    |

## Geschichte
Der Ort gehörte wie das gesamte Burgenland bis 1920/21 zu Ungarn (Deutsch-Westungarn). Seit 1898 musste aufgrund der Magyarisierungspolitik der Regierung in Budapest der ungarische Ortsname Lapincsújtelek verwendet werden.
Nach Ende des Ersten Weltkriegs wurde nach zähen Verhandlungen Deutsch-Westungarn in den Verträgen von St. Germain und Trianon 1919 Österreich zugesprochen. Der Ort gehört seit 1921 zum neu gegründeten Bundesland Burgenland (siehe auch Geschichte des Burgenlandes).
Am 1. Jänner 1971 wurden die Gemeinden Neustift an der Lafnitz, Grafenschachen und Kroisegg zur Gemeinde Grafenschachen fusioniert, diese Fusion wurde aber am 1. Jänner 1990 aufgelöst und Neustift an der Lafnitz wurde wieder eine eigenständige Gemeinde. Am 4. April 2007 erfolgte die Markterhebung von Neustift an der Lafnitz.

## Kultur und Sehenswürdigkeiten
- Katholische Filialkirche Neustift an der Lafnitz Heiliges Kreuz

## Wirtschaft und Infrastruktur

### Öffentliche Einrichtungen
In Neustift an der Lafnitz befindet sich eine Freiwillige Feuerwehr mit drei Fahrzeugen und insgesamt 70 aktiven Mitgliedern.

## Politik

### Gemeinderat
Der Gemeinderat umfasst aufgrund der Anzahl der Wahlberechtigten insgesamt 13 Mitglieder.
| Partei          | 2022             | 2022             | 2022             | 2017             | 2017             | 2017             | 2012             | 2012             | 2012             | 2007             | 2007             | 2007             | 2002             | 2002             | 2002             | 1997    | 1997    | 1997    |
| Partei          | Sti.             | %                | M.               | Sti.             | %                | M.               | Sti.             | %                | M.               | Sti.             | %                | M.               | Sti.             | %                | M.               | Sti.    | %       | M.      |
| --------------- | ---------------- | ---------------- | ---------------- | ---------------- | ---------------- | ---------------- | ---------------- | ---------------- | ---------------- | ---------------- | ---------------- | ---------------- | ---------------- | ---------------- | ---------------- | ------- | ------- | ------- |
| SPÖ             | 426              | 69,04            | 9                | 399              | 69,27            | 9                | 391              | 67,65            | 9                | 342              | 67,99            | 9                | 305              | 66,30            | 9                | 252     | 60,14   | 7       |
| ÖVP             | 191              | 30,96            | 4                | 177              | 30,73            | 4                | 187              | 32,35            | 4                | 161              | 32,01            | 4                | 155              | 33,70            | 4                | 149     | 35,56   | 4       |
| FPÖ             | nicht kandidiert | nicht kandidiert | nicht kandidiert | nicht kandidiert | nicht kandidiert | nicht kandidiert | nicht kandidiert | nicht kandidiert | nicht kandidiert | nicht kandidiert | nicht kandidiert | nicht kandidiert | nicht kandidiert | nicht kandidiert | nicht kandidiert | 18      | 4,30    | 0       |
| Wahlberechtigte | 734              | 734              | 734              | 689              | 689              | 689              | 634              | 634              | 634              | 546              | 546              | 546              | 526              | 526              | 526              | 480     | 480     | 480     |
| Wahlbeteiligung | 89,51 %          | 89,51 %          | 89,51 %          | 90,24 %          | 90,24 %          | 90,24 %          | 94,32 %          | 94,32 %          | 94,32 %          | 94,69 %          | 94,69 %          | 94,69 %          | 92,59 %          | 92,59 %          | 92,59 %          | 92,08 % | 92,08 % | 92,08 % |

### Bürgermeister
Bürgermeister ist seit 1990 Johann Kremnitzer (SPÖ). Er ist damit der am längsten im Amt befindliche SPÖ-Bürgermeister im Burgenland. Bei der Bürgermeisterdirektwahl am 1. Oktober 2017 wurde Kremnitzer mit 75,20 % in seinem Amt bestätigt. Er erhielt damit um 5,93 Prozentpunkte mehr Stimmen als seine SPÖ. Sein Mitbewerber Bernhard Wappel (ÖVP) erreichte 24,80 %. Im Jahr 2022 wurde er mit 72,64 Prozent im Amt bestätigt.

## Persönlichkeiten
- Ernst Kogler (1935–2009), Angestellter und Politiker